# Shueyville, Iowa
Shueyville, Iowa (енгл. Shueyville) град је у америчкој савезној држави Ајова. По попису становништва из 2010. у њему је живело 577 становника.

## Демографија
Према попису становништва из 2010. у граду је живело 577 становника, што је 327 (130.8%) становника више него 2000. године.
| Група             | 2000.       | 2010.       |
| Белци             | 247 (98,8%) | 555 (96,2%) |
| Афроамериканци    | 0 (0,0%)    | 2 (0,3%)    |
| Азијати           | 1 (0,4%)    | 8 (1,4%)    |
| Хиспаноамериканци | 1 (0,4%)    | 6 (1,0%)    |
| Укупно            | 250         | 577         |